# ГЕС Пештера
ГЕС Пештера — гідроелектростанція на півдні Болгарії, у Південно-центральному регіоні, введена в експлуатацію у 1959 році. Найпотужніша у складі гідрокомплексу, до якого також відносяться ГЕС Батак та Алеко.
Хоча сама станція Пештера розташована в долині Старої Реки (права притока Мариці), проте її водосховище Батак створене в долині річки Матниця (відноситься до басейну іншого правого притоку Мариці — Чепінської Реки). При цьому окрім стоку із навколишніх гір у зазначене сховище також відводиться відпрацьована вода зі станції Батак, яка в свою чергу живиться за рахунок деривації із верхів'я Девінської Реки (впадає у Вачу — ще одну праву притоку Мариці). В процесі спорудження гідрокомплексу Матницю перекрили земляною греблею із глиняним ядром висотою 35 метрів та довжиною 207 метрів. Вона створила водосховище Батак із площею поверхні 21 км2 та об'ємом 310 млн м3 (корисний об'єм — 302 млн.м3). Нормальним рівнем водосховища вважається коливання між позначками 1087 та 1105 метрів над рівнем моря.
Із водосховища вода подається по тунелю до підземного машинного залу ГЕС Пештера. Останній обладнаний п'ятьма турбінами типу Пелтон, вибір яких був обумовлений великим напором — 586 метрів. При загальній потужності станції у 128 МВт вони забезпечують виробництво біля 300 млн кВт-год на рік. Відпрацьована вода відводиться по тунелю на розташовану нижче ГЕС Алеко.
У 1998 році ГЕС Пештера першою у складі станцій гідрокомплексу пройшла реновацію.